# Carhaix-Plouguer
Carhaix-Plouguer [kaʁɛ pluɡɛʁ], bretonisch Karaez-Plougêr, ist eine französische Gemeinde in der Bretagne im Département Finistère mit 7326 Einwohnern (Stand 1. Januar 2022).

## Geographie
Der Ort befindet sich zentral im Westen der Bretagne. Quimper liegt rund 50 Kilometer südwestlich, die Groß- und Hafenstadt Brest 68 Kilometer nordwestlich und Paris 450 Kilometer östlich (Angaben in Luftlinie).
Die nördliche Gemeindegrenze bildet der Fluss Hyère.

## Geschichte
Carhaix geht auf das römische Vorgium zurück, das auch aus Ausgrabungen bekannt ist. Es war die Provinzhauptstadt der Osismier. Die Siedlung besaß eine gallische Vorgängersiedlung, deren erste Reste aus dem 4. Jahrhundert stammen.
Eine wichtige Sehenswürdigkeit der Gemeinde ist die romanische Kirche Saint-Pierre de Plouguer, deren älteste Bauphasen aus dem 11. Jahrhundert stammen. Die Kirche des Heiligen Tremeur wurde im 14. Jahrhundert begründet, der heutige Bau stammt weitgehend aus dem 19. Jahrhundert.
Die heutige Gemeinde entstand im Jahre 1956 aus dem Zusammenschluss der bis dahin selbständigen Gemeinden Carhaix und Plouguer.

### Bevölkerungsentwicklung
| Jahr                       | 1962 | 1968 | 1975 | 1982 | 1990 | 1999 | 2007 | 2017 |
| Einwohner                  | 6065 | 7049 | 8210 | 8591 | 8198 | 7648 | 7667 | 7174 |
| Quellen: Cassini und INSEE |      |      |      |      |      |      |      |      |

## Verkehr

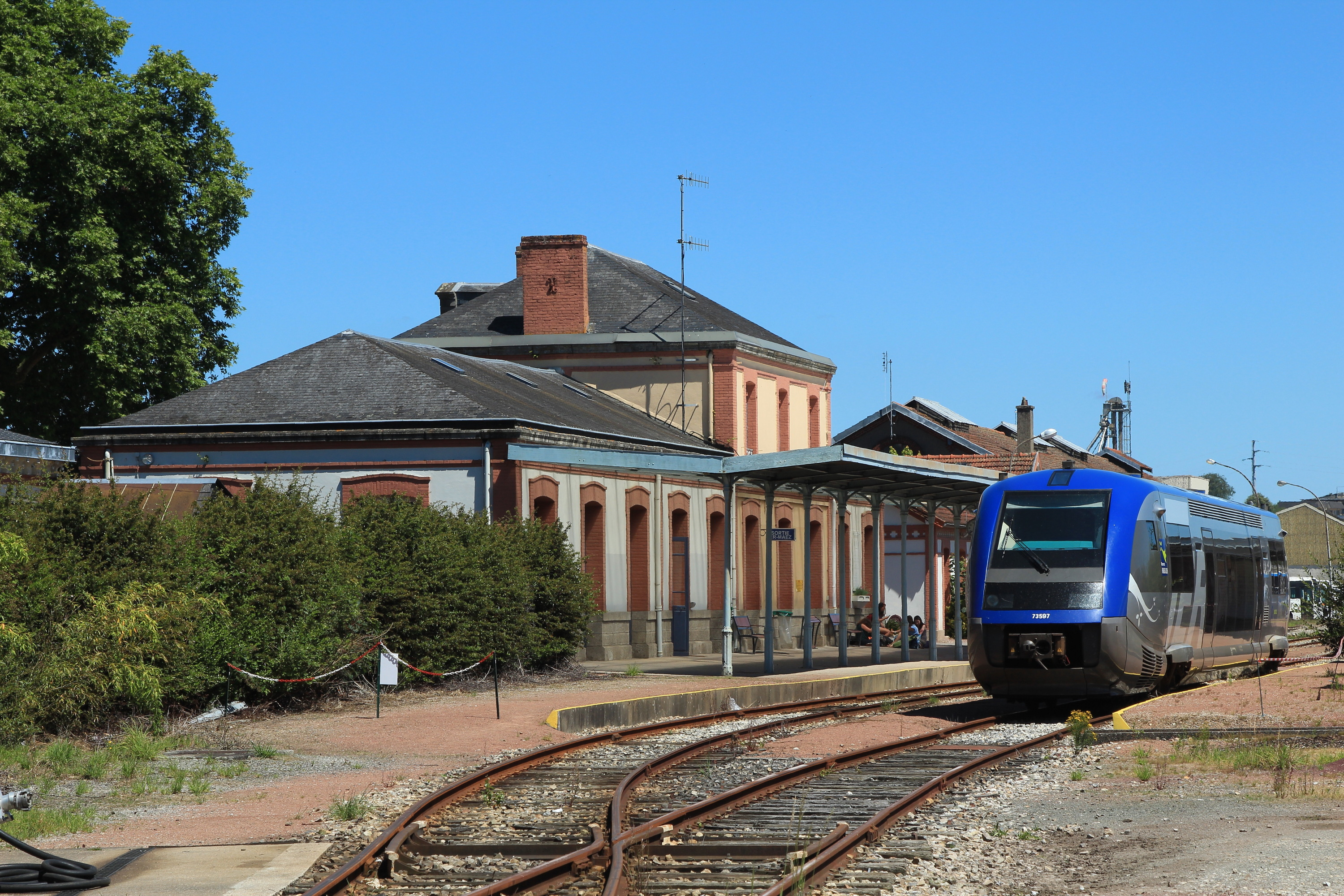
Dieseltriebwagen im Bahnhof Carhaix

Carhaix-Plouguer liegt im Schnittpunkt einiger überregionaler Verbindungsstraßen. Bei Landivisiau, Morlaix und Guingamp im Norden gibt es Abfahrten an der Schnellstraße E 50 Brest-Rennes und bei Quimper und Lorient im Süden an der E 60 Brest-Nantes. Hier befinden sich auch Bahnhöfe an den überwiegend parallel verlaufenden Regionalbahnstrecken. Der Bahnhof von Brest ist Endpunkt des TGV Atlantique nach Paris.
Carhaix-Plouguer war ursprünglich der Mittelpunkt eines ausgedehnten Netzes von Schmalspurbahnen, des Réseau Breton. Fast alle Strecken des Réseau Breton wurden 1967 stillgelegt und abgebaut. Lediglich die Strecke nach Guingamp wurde beibehalten und auf Normalspur umgespurt. Auf ihr verkehren TER-Züge nach Guingamp.
Die Flughäfen Aéroport de Brest Bretagne nahe Brest und Aéroport de Lorient Bretagne Sud bei Lorient sind die nächsten Regionalflughäfen.

## Sehenswürdigkeiten
- Kirche Saint-Trémeur
- Kirche Saint-Pierre in Plouguer

Siehe auch: Liste der Monuments historiques in Carhaix-Plouguer

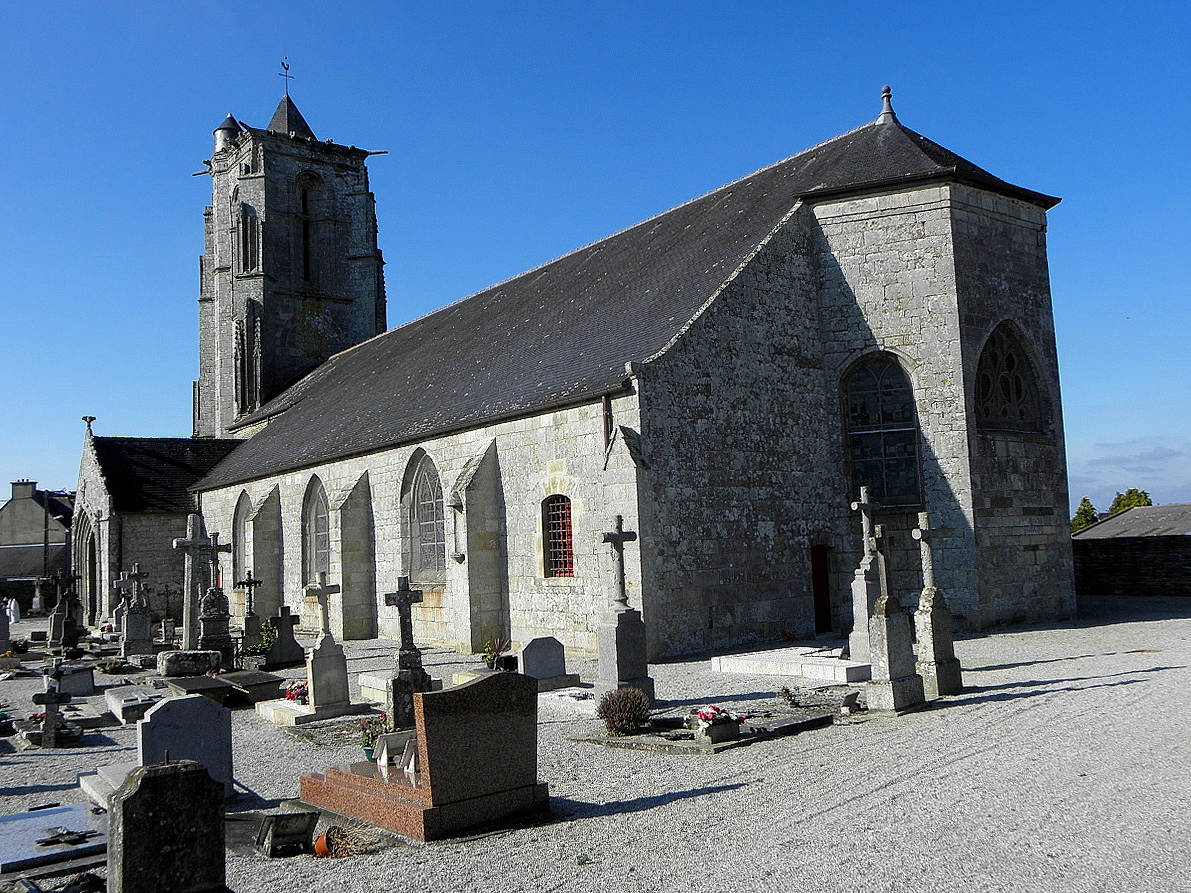
Kirche Saint-Pierre in Plouguer
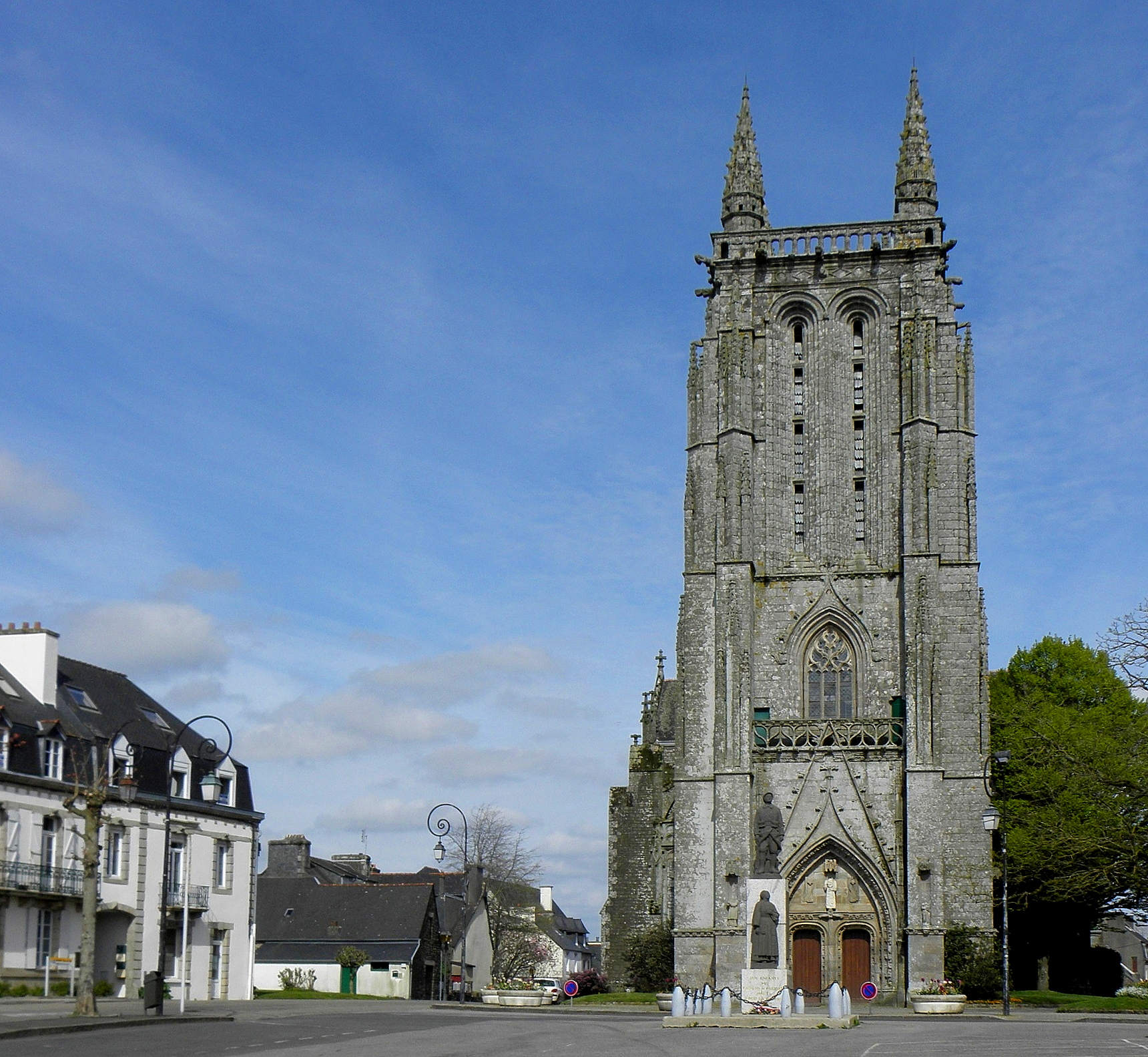
Kirche Saint-Trémeur
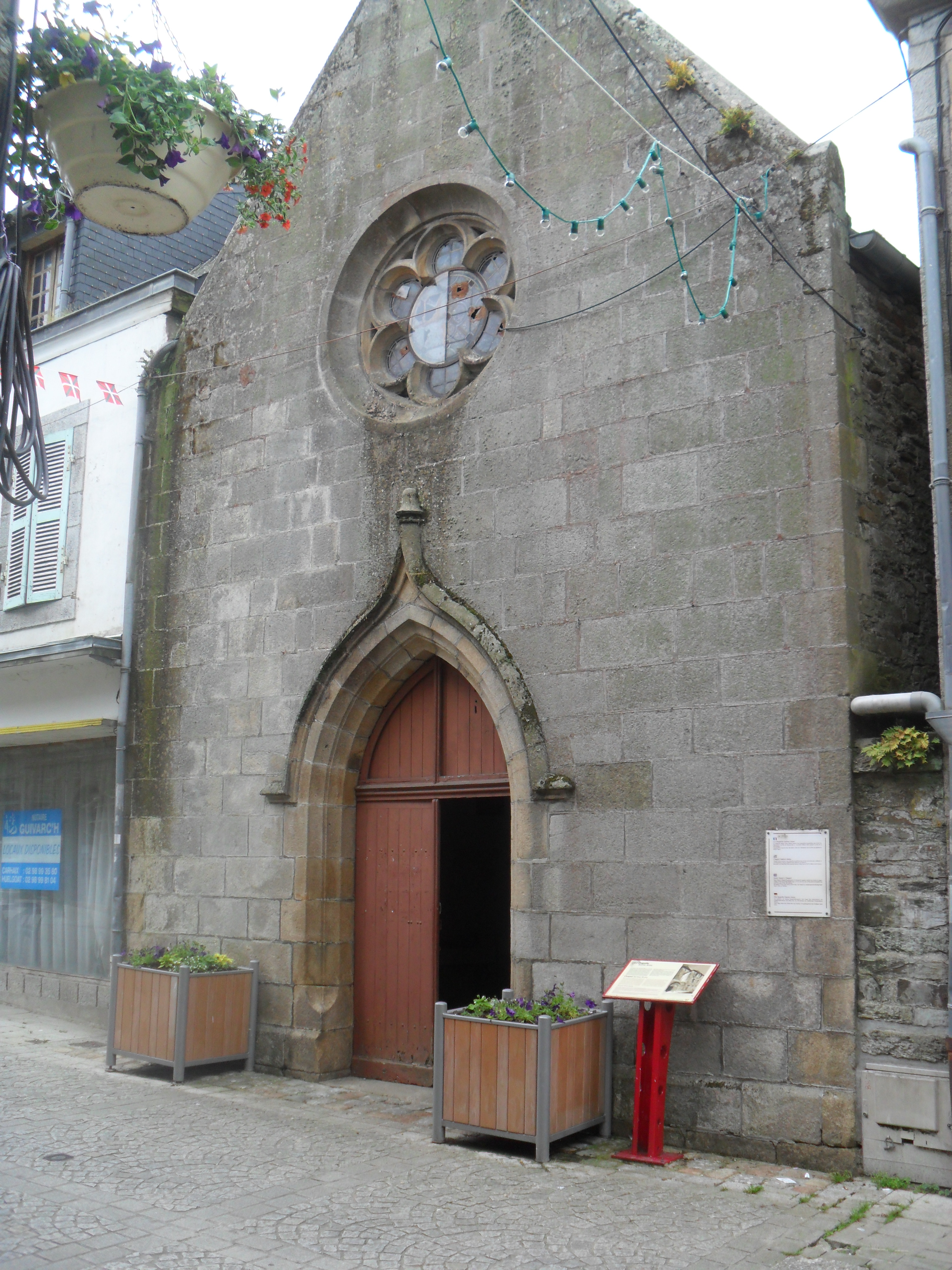
Portal der Kapelle Sainte-Anne
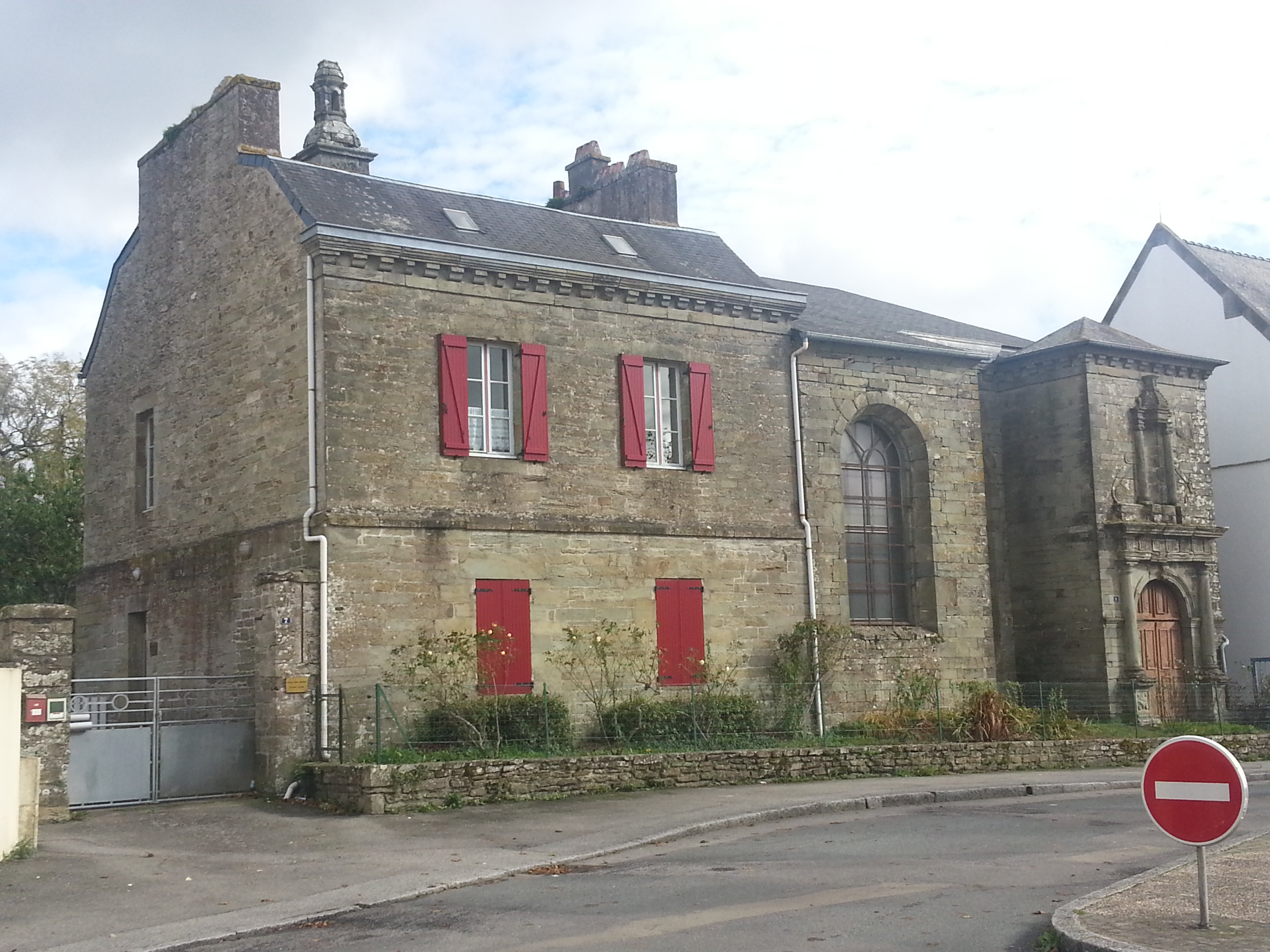
Couvent des Hospitalières
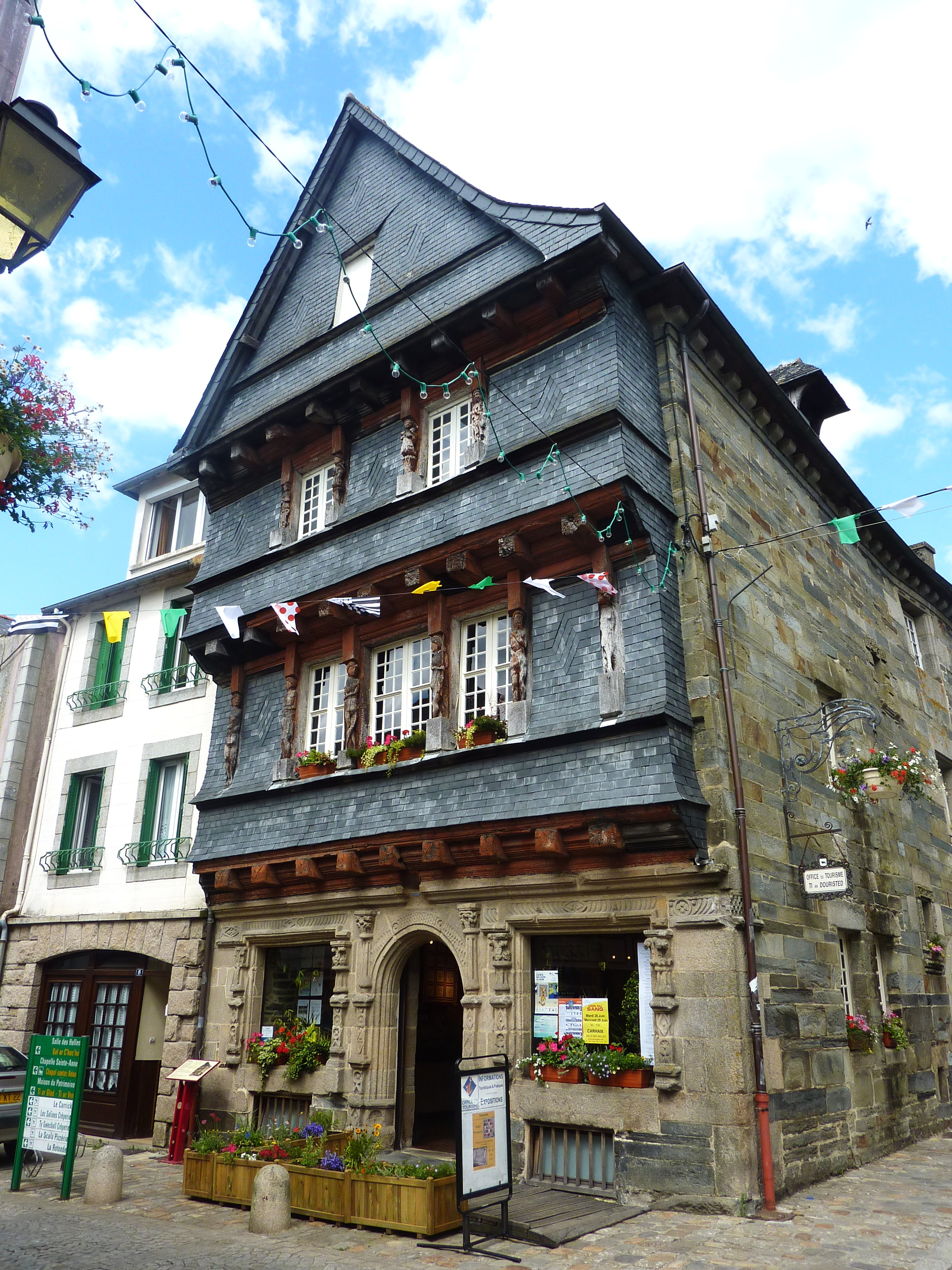
Maison du Sénéchal, Tourismusbüro

## Persönlichkeiten
- Théophile-Malo de La Tour d’Auvergne-Corret (1743–1800), "der erste Grenadier", ein bekannter Antiquar
- Maxime-Julien Émeriau de Beauverger (1762–1845), Admiral
- Loïc Le Flohic (1959–1998), Radrennfahrer
- Claude Michel (* 1971), Fußballspieler und -trainer
- Arnaud Le Gall (* 1980), Abgeordneter der Nationalversammlung

## Kultur
Seit 1991 ist Carhaix jährlich im Juli Veranstaltungsort für das mehrtägige Festival des Vieilles Charrues, das nach der Zahl der Zuschauer (240.000 im Jahre 2011) als größtes Musikfestival Frankreichs gilt.
Im Jahr 1999 wurde das erste und bislang einzige Diwan-Gymnasium von Relecq-Kerhuon (bei Brest) nach Carhaix-Plouguer verlegt.
Die Gemeinde ist der Charta Ya d’ar brezhoneg zur Förderung der bretonischen Sprache beigetreten. Sie war im Februar 2016 die einzige Gemeinde, die gemäß dieser Charta nach der höchsten Stufe 4 zertifiziert ist.

## Gemeindepartnerschaften
Carhaix-Plouguer ist partnerschaftlich verbunden mit: 
- dem südwestenglischen Seebad Dawlish
- Oiartzun im Baskenland, Spanien
- Waldkappel, Nordhessen, Deutschland
- Carrickmacross, Republik Irland
- Rijnwoude, Niederlande
- El Arroub, Palästina